# 和歌山県立きのかわ支援学校
和歌山県立きのかわ支援学校（わかやまけんりつ きのかわしえんがっこう）は、和歌山県橋本市に所在する特別支援学校。肢体不自由と知的障害のある児童生徒を対象としており、小学部・中学部・高等部が設置されている。

## 沿革
- 1985年12月24日（昭和60年） - 第1期工事（普通・特別教室棟）起工式を実施
- 1986年4月14日（昭和61年） - 開校式および第1回入学式を挙行
- 1986年7月1日（昭和61年） - 第2期工事（管理棟、普通・特別教室棟）着工
- 1986年7月14日（昭和61年） - 校章決定
- 1987年7月21日（昭和62年） - 第3期工事（特別教室棟、体育館）着工
- 1988年3月24日（昭和63年） - 校歌決定
- 1988年12月20日（昭和63年） - 第4期工事（プール）着工
- 1990年2月20日（平成2年） - 第5期工事（運動場整地等）着工
- 1996年11月22日（平成8年） - 創立10周年記念式典を挙行
- 2006年5月2日（平成18年） - 開校20周年記念式典および校舎増築竣工式を実施
- 2008年4月1日（平成20年） - 校名を「和歌山県立きのかわ養護学校」から変更
- 2010年4月1日（平成22年） - 校舎中棟を大規模改修
- 2011年10月28日（平成23年） - 校舎南棟を大規模改修
- 2014年1月30日（平成26年） - 校舎西棟を大規模改修
- 2015年5月15日（平成27年） - 創立30周年記念式典を挙行
- 2015年8月1日（平成27年） - 校舎東棟を大規模改修
- 2017年6月28日（平成29年） - 校舎管理棟を大規模改修
- 2022年3月（令和4年） - 学校キャラクター「きのマン」決定
- 2024年3月15日（令和6年） - プールを改修

## 児童・生徒数
213名（令和7年度）

## 通学区域
- 橋本市
- 伊都郡（かつらぎ町・九度山町・高野町）
- 紀の川市（貴志川町を除く） [2]

## 部活動（高等部）
ソフトテニス部、和太鼓部、サッカー部

## メディア
- 「生徒ら企画販売　きのかわ支援学校でマルシェにぎわう　和歌山」（2022年11月12日、朝日新聞）[3]
- 「不審者が侵入したことを想定し訓練 橋本の支援学校」（2024年7月30日、NHK和歌山）[4]